# Дубовое (Добринский район)
 Дубово́е— село Добринского района Липецкой области. Центр Дубовского сельсовета.
Расположено на границе с Петровским районом Тамбовской области. Соединено автодорогами с селом Свинино Тамбовской области и шоссе Грязи — Хворостянка.
В 10 км юго-западнее находится железнодорожная станция Хворостянка на линии Грязи — Борисоглебск.

## История
Деревня  основана прапорщиком Николаем Ивановичем Ладыгиным.
В 1911 году в документах селение отмечалось как деревня Дубовка. Название — по дубраве в степи .
Западнее к Дубовому вплотную примыкает деревня Софьино; сегодня, фактически, это единый населённый пункт.

## Население
| 2010 |
| ---- |
| 611  |